# Maritime Junior Hockey League
Maritime Junior Hockey League (MHL), franska: Ligue maritime de hockey junior (LMHJ), är en juniorishockeyliga som är baserat i de kanadensiska provinserna New Brunswick, Nova Scotia och Prince Edward Island. Den är för manliga ishockeyspelare som är mellan 16 och 20 år gamla. Ligan är sanktionerad av det nationella ishockeyförbundet Hockey Canada och de regionala ishockeyförbunden Hockey New Brunswick, Hockey Nova Scotia och Hockey PEI.

## Historik
Ligan grundades 1967 som Metro Valley Junior Hockey League (MVJHL) och var enbart verksam i Nova Scotia. 1983 valde man att expandera utanför Nova Scotias gränser när man tog in Moncton Hawks från New Brunswick. 1991 fick även lag från Prince Edward Island att deltaga i MHL. Från det året och framåt har de bytt mellan liganamnen Maritime Junior A Hockey League och Maritime Junior Hockey League ett okänt antal gånger.

## Lagen

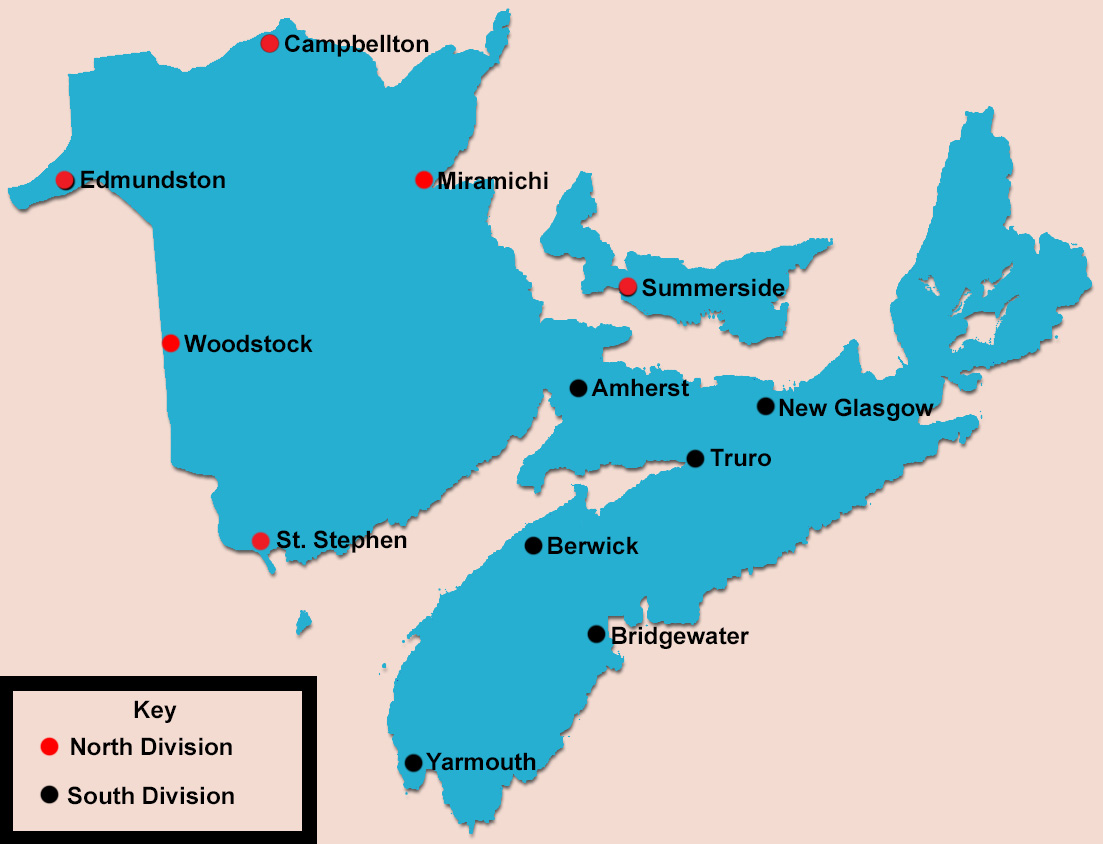
Vart ishockeylagen är placerade i de tre provinserna. Woodstock Slammers spelade till och med 2018 i Woodstock, nu spelar de som Grand Falls Rapids i Grand Falls som ligger mellan Edmundston och Woodstock.

### Nuvarande
Källa: 
| Eastlink North Division - Campbellton Tigers - Edmundston Blizzard - Grand Falls Rapids - Miramichi Timberwolves - St. Stephen Aces - Summerside Western Capitals | Eastlink South Division - Amherst Ramblers - Pictou County Crushers - South Shore Lumberjacks - Truro Bearcats - Valley Wildcats - Yarmouth Mariners |

### Tidigare
| - Amherst Mooseheads - Antigonish Bulldogs - Berwick Shell Junior Bruins - Bridgewater Lumberjacks - Cape Breton Islanders - Charlottetown Jr. Abbies - Chester Ravens - Cole Harbour Colts - County Aces - Dartmouth Arrows - Dartmouth Eagles - Dartmouth Fuel Kids - Dartmouth Hoyts Arrows - Dartmouth Oland Exports - Dartmouth Pepsis - Dieppe Commandos | - East Hants Junior Penguins - East Hants Penguins - Glace Bay Miners - Halifax Blazers - Halifax Centennials - Halifax Colonels - Halifax DQ Blizzards - Halifax Jr. Canadians - Halifax Lions - Halifax Mooseheads - Halifax Oland Exports - Halifax Team Pepsi - Halifax Wolverines - Kentville Colonels - Kentville Riteway Rangers - Metro Marauders | - Metro Shipbuilders - Moncton Beavers - Moncton Classics - Moncton-Dieppe Beavers - Moncton-Dieppe Classics - Moncton Hawks - Mount Denson Rangers - New Glasgow Bombers - Pictou County Weeks Crushers - Pictou Maripacs - Restigouche River Rats - Restigouche Tigers - Saint John Alpines - Stellarton Spitfires - Windsor Royals - Woodstock Slammers |

## Mästare
Samtliga lag som har vunnit MHL:s slutspel.
| - 1967–1968: Windsor Royals - 1968–1969: East Hants Penguins - 1969–1970: Truro Bearcats - 1970–1971: Truro Bearcats - 1971–1972: Truro Bearcats - 1972–1973: New Glasgow Bombers - 1973–1974: Truro Bearcats - 1974–1975: Dartmouth Arrows - 1975–1976: Truro Bearcats - 1976–1977: Dartmouth Arrows - 1977–1978: Cole Harbour Colts - 1978–1979: Halifax Lions - 1979–1980: Cole Harbour Colts - 1980–1981: Cole Harbour Colts - 1981–1982: Halifax Lions - 1982–1983: Halifax Lions - 1983–1984: Halifax Lions | - 1984–1985: Cole Harbour Colts - 1985–1986: Moncton Hawks - 1986–1987: Dartmouth Fuel Kids - 1987–1988: Halifax Lions - 1988–1989: Moncton Hawks - 1989–1990: Amherst Ramblers - 1990–1991: Halifax Jr. Canadians - 1991–1992: Halifax Mooseheads - 1992–1993: Antigonish Bulldogs - 1993–1994: Antigonish Bulldogs - 1994–1995: Moncton Beavers - 1995–1996: Dartmouth Oland Exports - 1996–1997: Summerside Western Capitals - 1997–1998: Restigouche River Rats - 1998–1999: Charlottetown Jr. Abbies - 1999–2000: Halifax Oland Exports - 2000–2001: Antigonish Bulldogs | - 2001–2002: Halifax Oland Exports - 2002–2003: Charlottetown Jr. Abbies - 2003–2004: Campbellton Tigers - 2004–2005: Truro Bearcats - 2005–2006: Woodstock Slammers - 2006–2007: Truro Bearcats - 2007–2008: Yarmouth Mariners - 2008–2009: Summerside Western Capitals - 2009–2010: Woodstock Slammers - 2010–2011: Summerside Western Capitals - 2011–2012: Woodstock Slammers - 2012–2013: Summerside Western Capitals - 2013–2014: Truro Bearcats - 2014–2015: Dieppe Commandos - 2015–2016: Pictou County Weeks Crushers - 2016–2017: Truro Bearcats - 2017–2018: Edmundston Blizzard |

## Spelare

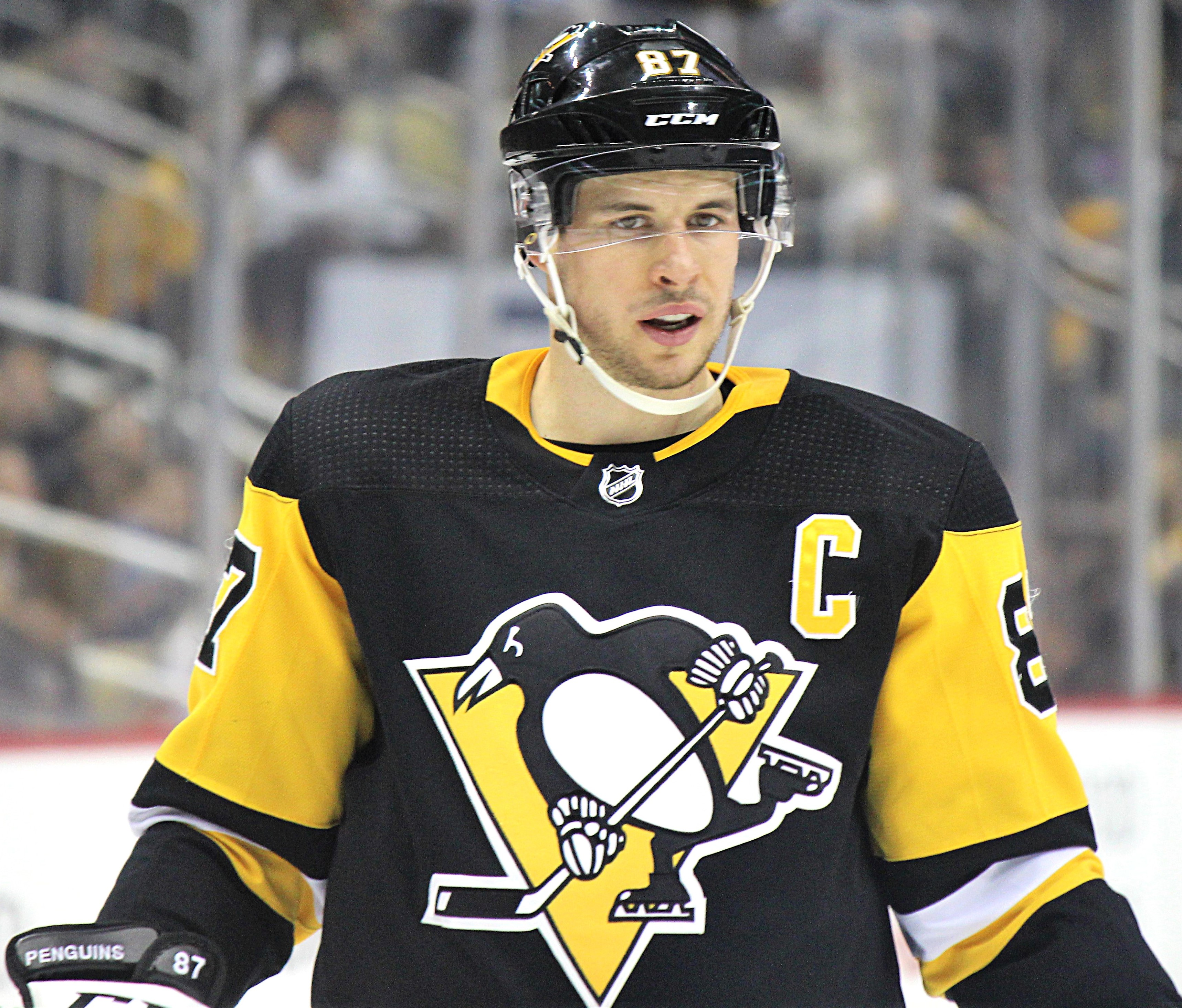
Sidney Crosby.

Ett urval av ishockeyspelare som har spelat en del av sina ungdomsår i MHL.
| Målvakter - Matt Climie - Rick Knickle - Wendell Young | Backar - Alex Grant - Ryan Graves - Andrew MacDonald - Nathan McIver - Adam Pardy | Forwards - Drake Batherson - David Brine - Ryane Clowe - Patrice Cormier - Sidney Crosby - Mal Davis - Brett Gallant - Ross Johnston - Pierre-Cédric Labrie - Darren Langdon - Bill Riley - Zach Sill - Geoff Walker |